# Hysterochelifer fuscipes
Hysterochelifer fuscipes es una especie de arácnido del orden Pseudoscorpionida de la familia Cheliferidae.

## Distribución geográfica
Se encuentra en California y Oregón en (Estados Unidos).